# Lac de Ngaoundaba
Le lac de Ngaoundaba est un lac de cratère situé dans la région de l'Adamaoua, au Cameroun. Situé dans un paysage volcanique, ce lac est une destination touristique grâce à sa biodiversité, ses paysages pittoresques et son importance culturelle dans la région.

## Géographie
Le lac de Ngaoundaba est situé à proximité du village de Ngaoundéré, chef-lieu de la région de l'Adamaoua. Il est entouré de collines verdoyantes, caractéristiques de l'activité volcanique qui a marqué cette région du Cameroun. Le lac, formé dans une caldeira, est alimenté par les précipitations et par un réseau hydrographique souterrain. Ses eaux sont calmes et abritent plusieurs espèces de poissons.

## Biodiversité
La région du lac de Ngaoundaba est connue pour sa biodiversité. Les forêts environnantes abritent de nombreuses espèces animales, notamment des oiseaux tels que les guêpiers, les martins-pêcheurs et plusieurs espèces de rapaces. Ce cadre naturel est également riche en flore, avec des arbres tels que les figuiers et les palmiers, qui jouent un rôle clé dans l'équilibre écologique de la région.

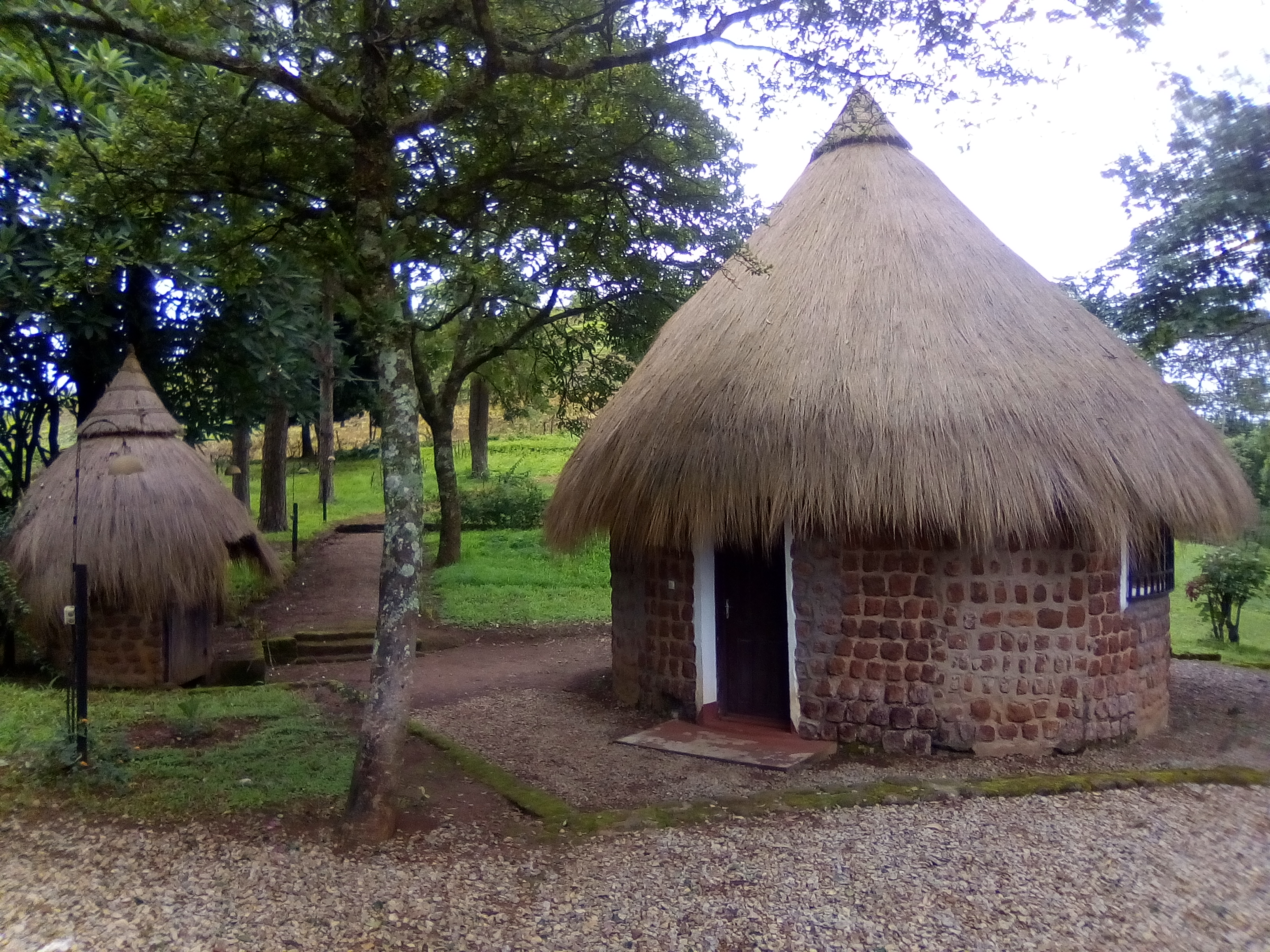
Vue d'un boukarou du Ranch de Ngaoundaba

## Importance culturelle et tourisme

### Culture
Le lac de Ngaoundaba est un site de grande importance pour les communautés locales. Il est souvent associé à des récits traditionnels et à des rituels spirituels pratiqués par les habitants. La région environnante est habitée par des communautés pastorales et agricoles, qui tirent parti de la fertilité des sols volcaniques pour leurs activités économiques.

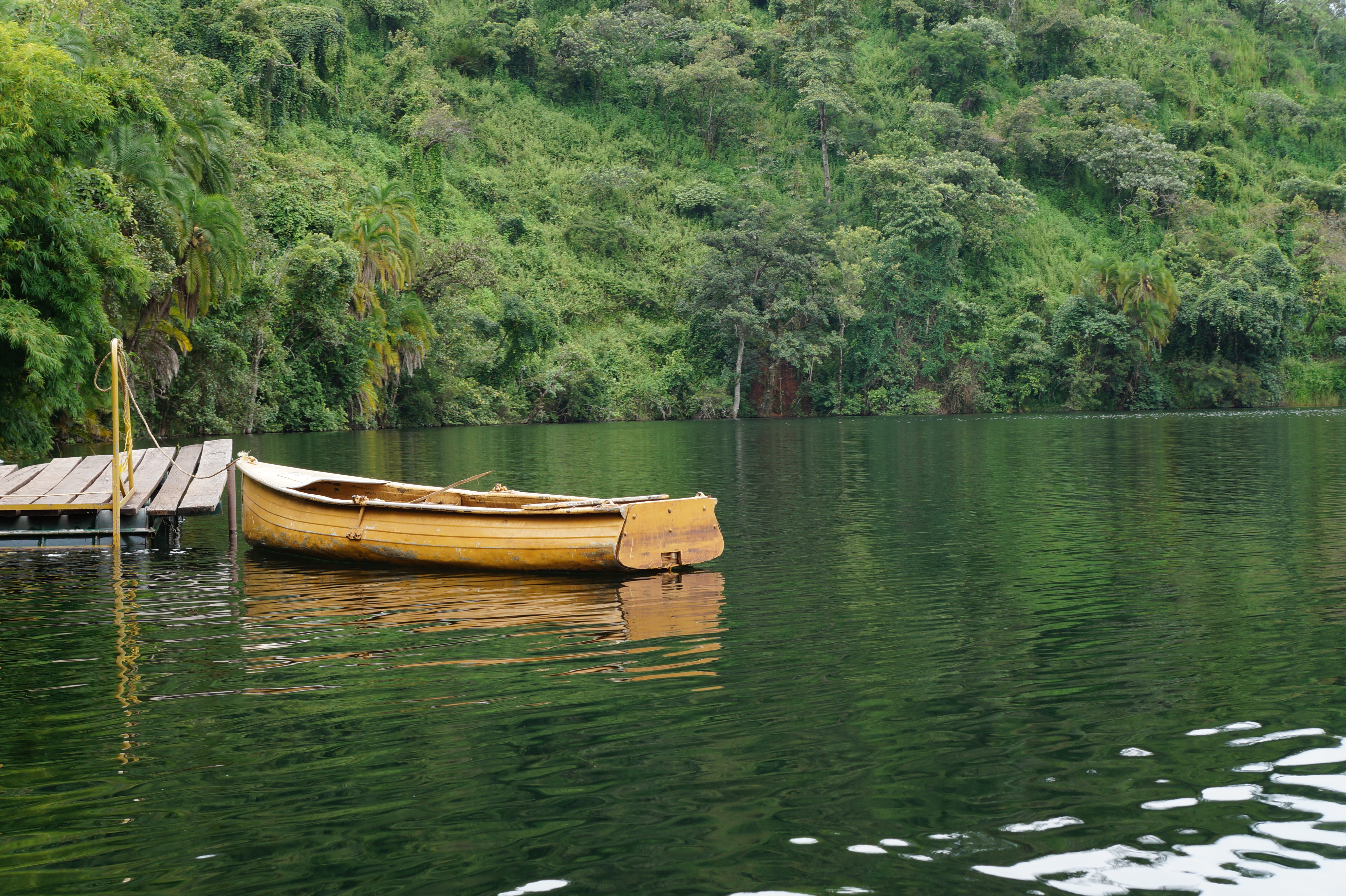
Le lac de N'Gaoundaba près de Ngaoundéré

### Tourisme
Le lac de Ngaoundaba est une destination populaire pour les touristes. Les visiteurs profitent de randonnées autour du lac, d'observations ornithologiques. Le site est accessible depuis Ngaoundéré, ce qui en fait une escapade appréciée des résidents locaux et des voyageurs internationaux.

## Problèmes environnementaux
Comme de nombreux sites naturels au Cameroun, le lac de Ngaoundaba est menacé par des pressions environnementales, notamment la déforestation et les activités agricoles non durables. 